# کیتاباتاکه تومونوری
کیتاباتاکه تومونوری (به ژاپنی: 北畠具教 Kitabatake Tomonori); تاریخ ورودی نامعتبر است – ۱۵ دسامبر ۱۵۷۶) کوگه (لقب اشرافی) و دایمیوی جنوب ولایت ایسه و هشتمین رهبر خاندان کیتاباتاکه و پدر کیتاباتاکه توموفوسا بود. در سال ۱۵۶۹ ولایت وی مورد تهاجم اودا نوبوناگا قرار گرفت.